# Denmark Open 1967
Die Denmark Open 1967 im Badminton fanden vom 6. bis zum 12. März 1967 in Kopenhagen statt.

## Finalergebnisse
| Disziplin    | Sieger                     | Finalist                            | Ergebnis           |
| ------------ | -------------------------- | ----------------------------------- | ------------------ |
| Herreneinzel | Tan Aik Huang              | Erland Kops                         | 15-7, 15-11        |
| Dameneinzel  | Noriko Takagi              | Imre Rietveld                       | 11-5, 11-3         |
| Herrendoppel | Ng Boon Bee Tan Yee Khan   | Svend Andersen Per Walsøe           | 8-15, 18-16, 17-15 |
| Damendoppel  | Noriko Takagi Hiroe Amano  | Ulla Strand Imre Rietveld           | 15-12, 9-15, 15-8  |
| Mixed        | Svend Andersen Ulla Strand | Per Walsøe Pernille Mølgaard Hansen | 15-11, 15-12       |